# 22291 Heitifer
A 22291 Heitifer (ideiglenes jelöléssel 1989 CH5) a Naprendszer kisbolygóövében található aszteroida. Freimut Börngen fedezte fel 1989. február 2-án.